# Comcast
Comcast Corporation, trước đây đăng ký dưới tên Comcast Holdings Corp., là một tập đoàn truyền thông toàn cầu của Mỹ và là công ty truyền thông đại chúng lớn nhất thế giới về doanh thu. Nó là công ty truyền hình trả phí lớn thứ hai sau AT&T-DirecTV, công ty truyền hình cáp và nhà cung cấp dịch vụ Internet lớn nhất tại Mỹ, và nhà cung cấp dịch vụ điện thoại tại gia lớn thứ ba tại quốc gia này. Dịch vụ Comcast dành cho người dân Mỹ và thương mại tại 40 bang và Quận Columbia. Trụ sở chính của công ty đặt tại Philadelphia, Pennsylvania. Là chủ sở hữu của các công ty truyền thông quốc tế NBCUniversal từ năm 2011, Comcast sản xuất phim và chương trình truyền hình dành cho liên hoan phim và phát sóng trên kênh truyền hình cáp.
Comcast quản lý hệ thống kênh truyền hình quốc gia như NBC và Telemundo, nhiều kênh truyền hình cáp bao gồm MSNBC, CNBC, USA Network, NBCSN, E!, The Weather Channel, hãng sản xuất phim Universal Pictures, và Universal Parks & Resorts ở Los Angeles và Orlando. Phim trường Universal ngoài trời đầu tiên của Mỹ là Universal Studios Nhật Bản, mở cửa vào 2001, tiếp theo đó là Universal Studios Singapore vào năm 2011. Một vài địa điểm mới được lên kế hoạch hoặc phát triển trong tương lai. Comcast cũng có cổ phần trong phân phối kỹ thuật số (thePlatform). Vào tháng 2 năm 2014 công ty đồng ý sáp nhập với  Time Warner Cable với vốn trao đổi trị giá $45.2 tỉ. Theo các điều khoản thỏa thuận Comcast để mua lại 100% Time Warner Cable. Truy nhiên, vào 24 tháng 4 năm 2015, Comcast chấp dứt hợp đồng.
Comcast đã bị chỉ trích với nhiều lý do. Sự hài lòng của khách hàng đối với công ty luôn nằm ở mức thấp trong ngành công nghiệp cáp. Comcast đã vi phạm quy định tính trung lập Internet trong quá khứ; và, bất chấp cam kết của Comcast về định nghĩa tính trung lập net, Các nhà phê bình còn chỉ ra sự thiếu cạnh tranh trong phần lớn các khu vực dịch vụ của Comcast; đó là hạn chế sự cạnh tranh giữa các nhà cung cấp cáp. Với sức mạnh đàm phán của Comcas như một ISP lớn, một số nghi ngờ rằng Comcast tận dụng thỏa thuận trả ngang hàng để gây ảnh hưởng không công bằng đến tốc độ người dùng cuối.
Mặc dù được công khai giao dịch, Comcast là một công ty gia đình, với gia đình Roberts sở hữu cổ phần lớn và nhiều thế hệ phục vụ như giám đốc điều hành

## Tổng quan

### Điều hành
Comcast đôi khi được mô tả như một gia đình doanh nghiêp. Brian L. Roberts, Chủ tịch, và CEO của Comcast, là con trai của người đồng sáng lập Ralph Roberts.

### Văn phòng công ty
Comcast có trụ sở ở Philadelphia, Pennsylvania, và có văn phòng công ty ở Atlanta, Detroit, Denver, và Manchester, New Hampshire. Vào ngày 3 tháng 1 năm 2005, Comcast công bố rằng sẽ thuê một khu mới Comcast Center ở trung tâm Philadelphia. Tòa nhà cao nhất ở Pennsylvania với độ cao 975 ft (297 m). Comcast bắt đầu xây dựng tòa nhà thứ hai cao 1.121 ft (342 m) tiếp giáp trực tiếp với trụ sở Comcast ban đầu vào mùa hè năm 2014.

## Liên kết
- Website chính thức
- - Dữ liệu doanh nghiệp dành cho Công ty Comcast: Google Tài chính
  - Yahoo! Tài chính
  - Bloomberg
  - Reuters
  -  SEC filings